# Honky Château
Honky Château es el quinto álbum de estudio del músico inglés Elton John. Fue lanzado en 1972 y se tituló como el castillo francés del siglo XVIII donde se grabó, Château d'Hérouville. El álbum alcanzó el número uno en los EE. UU., el primero de los siete álbumes número uno consecutivos de John en los EE. UU.
Se lanzaron dos sencillos en todo el mundo de Honky Château, "Rocket Man" y "Honky Cat". Se preparó un tercer sencillo, "Hercules", pero nunca se materializó. Este fue el último álbum de Elton John en el sello Uni en los EE. UU. y Canadá antes de que MCA consolidara todos sus diversos sellos bajo la marca MCA. Este y los álbumes Uni anteriores de John se reeditaron más tarde para MCA Records.
En 2003, el álbum ocupó el puesto 357 en la lista de la revista Rolling Stone de los 500 mejores álbumes de todos los tiempos. Se revisó al número 359 en 2012 y se elevó al número 251 en una lista de 2020. Fue certificado oro en julio de 1972 y platino en octubre de 1995 por la RIAA.

## Música
Honky Château fue el primero en la racha de álbumes de Elton John que encabezaron las listas de éxitos en los EE. UU., que culminó con Rock of the Westies de 1975. El escritor Stephen Thomas Erlewine describió el álbum como una colección ecléctica de "baladas, canciones rockeras, blues, country-rock y soul".
También fue el primer álbum de estudio que presentó a la banda de gira de John, Dee Murray en el bajo y Nigel Olsson en la batería, junto con el nuevo miembro Davey Johnstone en guitarras eléctricas y acústicas y otros instrumentos con trastes, como el grupo principal de músicos. Anteriormente, el sello discográfico insistió en que John los usara solo para una pista cada uno en Tumbleweed Connection y Madman Across the Water; el resto de las canciones de esos dos álbumes fueron interpretadas por músicos de sesión. Johnstone había tocado la guitarra acústica, la mandolina y el sitar en Madman Across the Water, pero en Honky Chateau, lo invitarían a unirse permanentemente como miembro de la banda y amplió sus contribuciones a la guitarra eléctrica, el banjo, la guitarra slide y los coros.
La pista de apertura "Honky Cat" es una pista funk de Nueva Orleans que recuerda a Dr. John y Allen Toussaint, y presenta una sección de viento de cuatro piezas arreglada por el productor Gus Dudgeon. También cabe destacar el debut en el disco de la combinación de coros de Johnstone, Murray y Olsson, quienes primero agregaron lo que pronto se convertiría en su sonido "marca registrada" a "Rocket Man". El enfoque único del trío para arreglar sus pistas de coros sería un elemento fijo en los sencillos y álbumes de John durante los próximos años.
En 1995, Dudgeon remasterizó el álbum, agregando solo una versión de rock and roll uptempo, basada en piano, de "Slave", que originalmente se dejó de lado en favor de la versión más lenta basada en guitarra en el LP original. Esta versión alternativa originalmente debía ser lanzada como el lado B del sencillo "Hercules" finalmente inédito.

## Recepción

### Crítica
Críticamente, Honky Château es considerado como uno de los mejores discos de John. Jon Landau de Rolling Stone aprobó el LP original como "un álbum rico, cálido y satisfactorio que se destaca por encima de la ciénaga de los lanzamientos actuales". En Los Angeles Times, Robert Hilburn elogió la música como innovadora y las letras de Taupin como humorísticas, irónicas y satíricas.
Las revisiones retrospectivas de Honky Château también han sido increíblemente positivas. Stephen Thomas Erlewine de AllMusic escribió sobre el álbum que "se reproduce como el conjunto de canciones más enfocado y logrado que Elton John y Bernie Taupin jamás escribieron", a pesar de su apariencia ecléctica. Chris Roberts también elogió el álbum en una reseña para la BBC, diciendo que el álbum "se destaca como una de las colecciones más eclécticas y duraderas de John".

### Éxito
Honky Château se convirtió en el primero de una serie de álbumes de Elton John en alcanzar el número 1 en las listas de Billboard en los EE. UU. En Canadá, el álbum alcanzó el puesto número 3 en la lista RPM 100 Top Albums, alcanzando esta posición el 29 de julio de 1972, cayendo dos lugares al número 5, luego regresando al número 3 durante doce semanas consecutivas más antes de caer al puesto 9, el 4 de noviembre del mismo año.

## Lista de canciones
| Lado A |                                                           |          |  |
| N.º    | Título                                                    | Duración |  |
| 1.     | «Honky Cat»                                               | 5:13     |  |
| 2.     | «Mellow»                                                  | 5:33     |  |
| 3.     | «I Think I'm Going to Kill Myself»                        | 3:32     |  |
| 4.     | «Susie (Dramas)»                                          | 3:26     |  |
| 5.     | «Rocket Man (I Think It´s Going to Be a Long, Long Time)» | 4:42     |  |

| Lado B |                              |          |  |
| N.º    | Título                       | Duración |  |
| 1.     | «Salvation»                  | 4:01     |  |
| 2.     | «Slave»                      | 4:22     |  |
| 3.     | «Amy»                        | 4:04     |  |
| 4.     | «Mona Lisas and Mad Hatters» | 5:01     |  |
| 5.     | «Hercules»                   | 5:21     |  |
| 45:15  |                              |          |  |

| Bonus tracks (reedición de 1995 Mercury y 1996 Rocket) |                               |          |  |
| N.º                                                    | Título                        | Duración |  |
| 1.                                                     | «Slave (versión alternativa)» | 2:53     |  |
| 48:08                                                  |                               |          |  |

- El álbum, incluida la pista extra, también se lanzó en 2004 como un "SACD híbrido" remezclado en 5.1.

## Posicionamiento en listas

### Posicionamiento semanal
| País           | Posición |
| -------------- | -------- |
| Australia      | 4        |
| Canadá         | 3        |
| Países Bajos   | 9        |
| Japón          | 21       |
| Noruega        | 8        |
| España         | 1        |
| Reino Unido    | 2        |
| Estados Unidos | 1        |
| Alemania       | 43       |

### Posicionamiento anual
| País           | Posición (1972) | Posición (1973) |
| -------------- | --------------- | --------------- |
| Australia      | 15              |                 |
| Estados Unidos | 24              | 80              |

## Certificaciones
| Región                                    | Certificado |
| ----------------------------------------- | ----------- |
| Recording Industry Association of America | Platino     |